# Ле Тиссье, Майя
Майя Ле Тиссье (англ. Maya Le Tissier; родилась 18 апреля 2002, Гернси) — английская футболистка, защитница женской команды «Манчестер Юнайтед».

## Клубная карьера
Родилась и выросла на Гернси. Футбольную карьеру начала в возрасте четырёх лет, выступая за местный клуб «Сент-Мартинс», в котором играли мальчики. Тренером был её отец Даррен. На острове было ни одной женской команды, поэтому с тринадцатилетнего возраста Майя начала летать в Хэмпшир для участия в матчах девочек, однако уже через два года прекратила эту практику, чтобы не пропускать слишком много уроков в школе. Она играла за мужскую команду «Сент-Мартинс», пока ей не исполнилось 16 лет.
1 июля 2018 года Ле Тиссье подписала контракт с клубом Женской суперлиги «Брайтон энд Хоув Альбион», присоединившись к молодёжной академии. Вскоре она начала привлекаться к тренировкам с основной женской командой. 25 ноября 2018 года впервые попала в заявку на матч Женской суперлиги против «Арсенала». 5 декабря 2018 года дебютировала за «Брайтон энд Хоув Альбион», выйдя в стартовом составе на матч Кубка лиги против «Кристал Пэлас». Четыре дня спустя дебютировала в чемпионате в матче против «Челси». 9 мая 2021 года забила свой первый гол за клуб в игре против «Бристоль Сити». По итогам сезонов 2020/21 и 2021/22 она была признана лучшей молодой футболисткой клуба «Брайтон энд Хоув Альбион».
20 июля 2022 года Ле Тиссье подписала трёхлетний контракт с клубом «Манчестер Юнайтед».. Клуб активировал опцию выкупа, которая составляла от 50 до 60 тысяч фунтов. 17 сентября 2022 года Ле Тиссье дебютировала за «Юнайтед» в матче Женской суперлиги против «Рединга», отметившись двумя забитыми мячами.

## Карьера в сборной
В марте 2018 года стала первой девушкой, сыгравшей за мужскую сборную Гернси до 16 лет в матче против сверстников из Джерси.
Выступала за сборные Англии до 15, до 17, до 19 и до 23 лет.
В ноябре 2022 года получила первый вызов в главную женскую сборную Англии на товарищеские матчи против Японии и Норвегии. 15 ноября 2022 года дебютировала в составе сборной Англии в матче против Норвегии, сыграв полный матч.

## Личная жизнь
Отец Ле Тиссье, Даррен, ранее играл в гернсийском клубе «Сент-Мартинс», а позднее был тренером Майи.
Майя не является родственницей известного футболиста Мэтта Ле Тиссье, хотя их семьи знакомы и Даррен ранее играл в футбол с Мэттом.

## Достижения

#### Международные
- Чемпионат Европы: 2025

Личные достижения
- Молодой игрок года в женской команде «Брайтон энд Хоув Альбион»: 2020/21[7], 2021/22[8]